# Kawanehon
Kawanehon (jap. 川根本町 Kawanehon-chō) – miasto w Japonii, na wyspie Honsiu, w prefekturze Shizuoka. Według danych na rok 2020 miejscowość zamieszkiwało 6 206 mieszkańców , a gęstość zaludnienia wyniosła 12,5 os./km².